# Арени Лютеції
Арени Лютеції (фр. Arènes de Lutèce) — найдавніша будівля, що збереглася на території Парижа. Давньоримський амфітеатр знаходиться в 5-му паризькому окрузі на вулиці Монж (rue Monge).

## Історія
Арену булу споруджено в I столітті, а використовувалася вона до III століття. Під час вистав (театральні постановки, але також і гладіаторські бої) тут розміщувалося до 17 000 глядачів. З поширенням християнства римські театри і цирки втратили своє значення й, коли в III—IV століттях у Європу вторглися гуни, Арени Лютеції зовсім перестали використовувати, а камінь, з якого вони були споруджені, пішов на будівництво міського муру та інших фортифікаційних споруд.
Довгий час руїни були під землею, поки в 1869 на цьому місці не почалося будівництво омнібусного парку. У липні 1883 Віктор Гюго у відкритому листі до міської ради попросив узяти Арени під захист. Міська рада відразу оголосила античний амфітеатр історичною пам'яткою.
У 1916 припинено будівництво омнібусного парку й амфітеатр відреставрували, наскільки це виявилося можливим. Зараз там можна побачити навіть клітки левів.
Доступ до давньоримського амфітеатру в 5-му окрузі можливий через будинок номер 47 на вулиці Монж (фр. rue Monge), або через вулицю Дез-Арен (арен) (фр. rue des Arènes) і сквер Капітан (фр. square Capitan). Амфітеатр відкритий з 8:30 до 17:00 у зимовий час і до 21:00 у літній час.

## Галерея

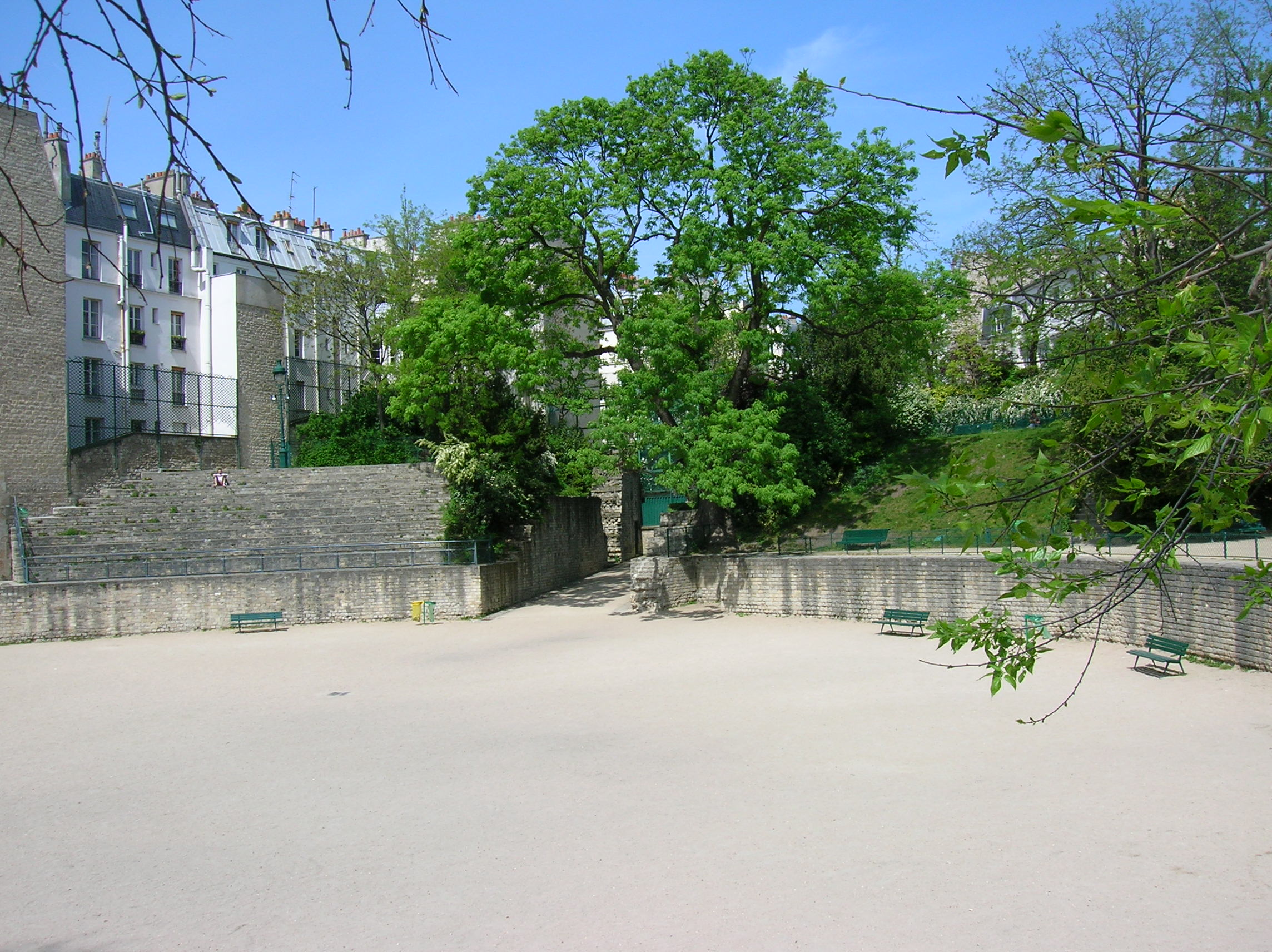
Арени Лютеції, сучасний вигляд
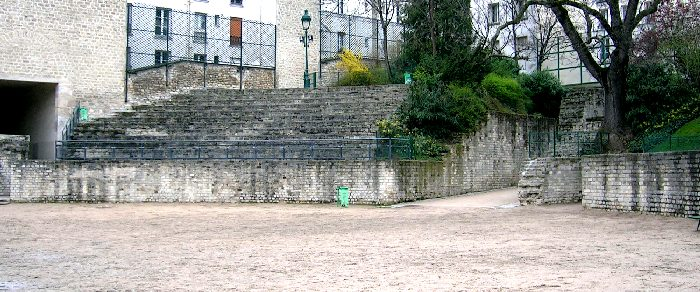
Руїни Арен Лютеції, північна трибуна
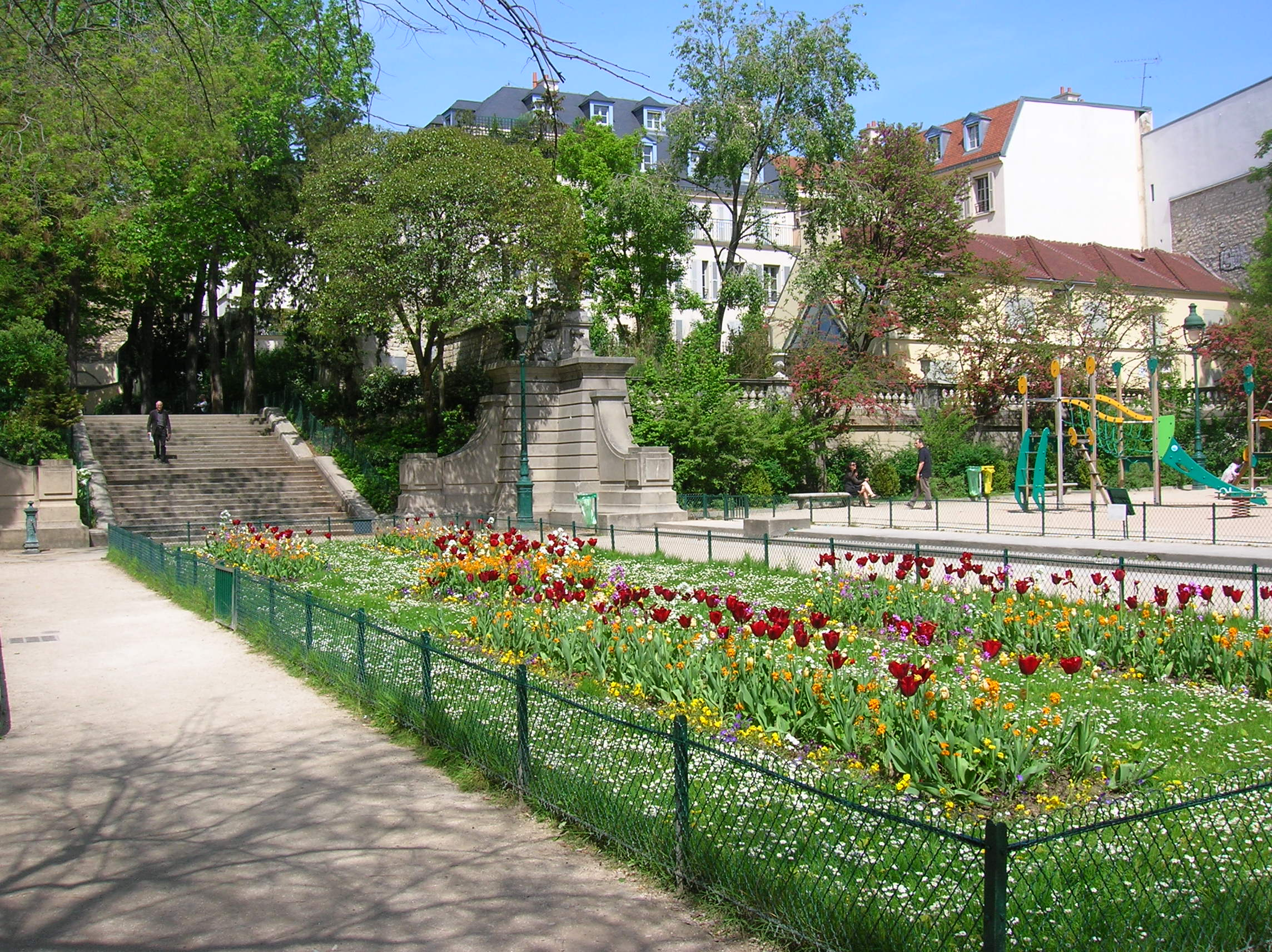
Сквер Рене Капітан
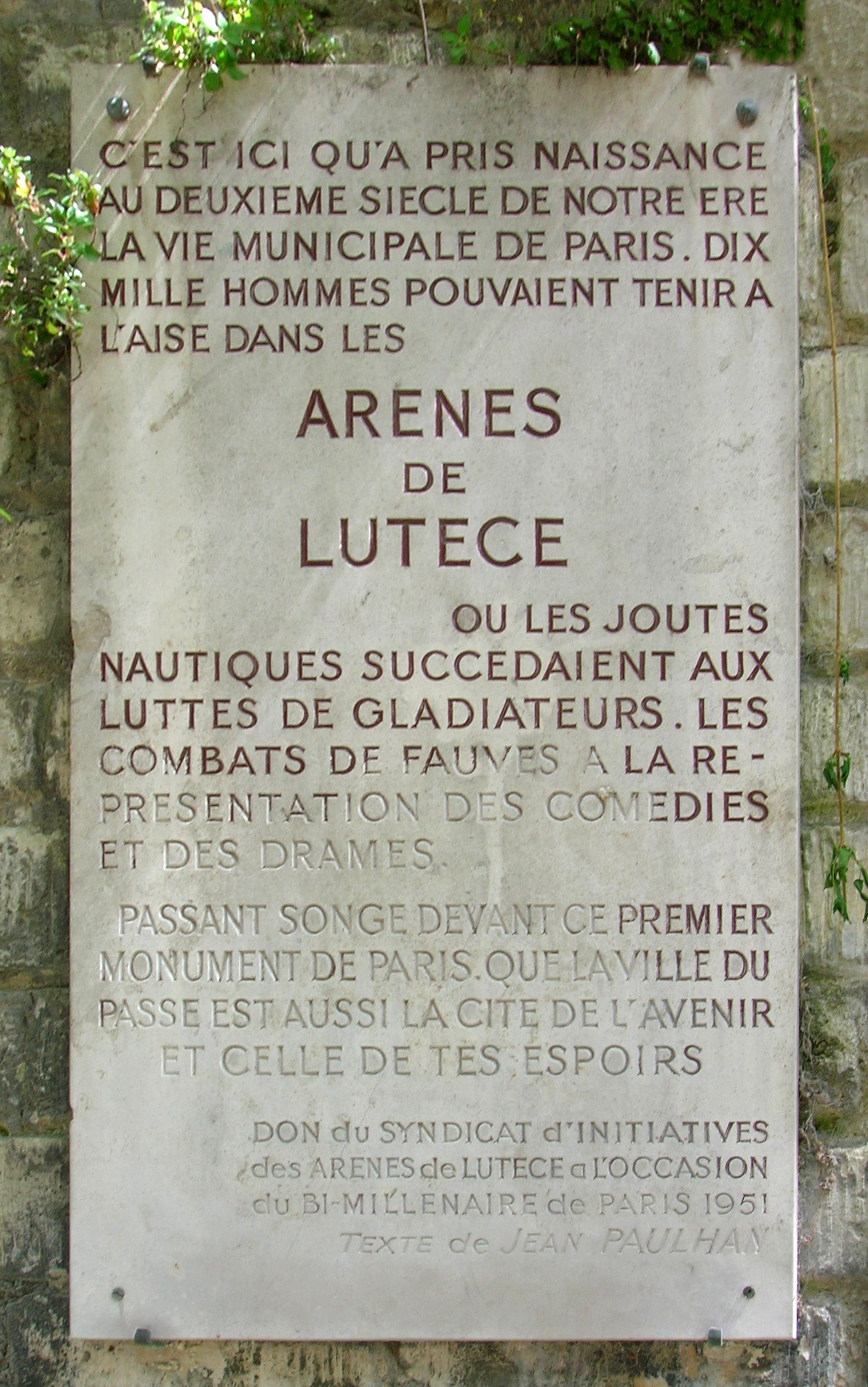
Меморіальна дошка, встановлена в 1951 році